# 盖哈茨霍芬
盖哈茨霍芬是德国巴伐利亚州的一个市镇。总面积27.21平方公里，总人口2546人，其中男性1299人，女性1247人（2011年12月31日），人口密度94人/平方公里。